# Gynacantha rolandmuelleri
Gynacantha rolandmuelleri – gatunek ważki z rodziny żagnicowatych (Aeshnidae).